# Avenue René Coulbaut
 (août 2025).
Motif : Rue sans notoriété évidente. Sources secondaires semblent absentes.
- Archive Wikiwix
- Bing
- Cairn
- DuckDuckGo
- E. Universalis
- Gallica
- Google
- G. Books
- G. News
- G. Scholar
- Persée
- Qwant
- (zh) Baidu
- (ru) Yandex
- (wd) trouver des œuvres sur Wikidata

| 1. | Préciser le motif de la pose du bandeau. | Précisez le motif de la pose du bandeau en utilisant la syntaxe suivante : {{admissibilité à vérifier\|date=août 2025\|motif=remplacez ce texte par le motif}}                            |
| 2. | Informer les utilisateurs concernés.     | Pensez à avertir le créateur de l'article, par exemple, en insérant le code ci-dessous sur sa page de discussion : {{subst:avertissement admissibilité à vérifier\|Avenue René Coulbaut}} |

 (août 2025).
Si vous disposez d'ouvrages ou d'articles de référence ou si vous connaissez des sites web de qualité traitant du thème abordé ici, merci de compléter l'article en donnant les références utiles à sa vérifiabilité et en les liant à la section « Notes et références ».
L'avenue René Coulbaut est une rue bruxelloise de la commune d'Auderghem située à l'arrière de l'église Sainte-Anne, entre la ruelle du Schietheyde et la rue des Deux Chaussées sur une longueur de 60 mètres.

## Historique et description
Après la construction de l'église Sainte-Anne (1843), sur la Schietheyde, on avait prévu d'aménager autour d'elle un cimetière. Il a été utilisé jusque peu après la guerre 1914-1918.
Dès le début des années 1920, un nouveau cimetière fut ouvert, sur l'avenue Jean Van Horenbeeck. Les anciennes sépultures à concession perpétuelle furent déplacées, telles celles de Henri de Brouckère et de la famille Madoux.
L'ancien cimetière allait doucement à l'abandon, jusqu'à ce qu'on aménage finalement cette avenue en 1966. Seule une plaine de jeu s'y trouve; l'avenue n'est pas bâtie.

### Origine du nom
La voie porte le nom de René Coulbaut victime de la barbarie nazie[réf. souhaitée].